# Stadion Centralny w Krasnojarsku
Stadion Centralny – stadion klubu Mietałłurg-Jenisiej Krasnojarsk. Może pomieścić 27 000 osób.